# Olympische Sommerspiele 2000/Gewichtheben
Bei den XXVII. Olympischen Sommerspielen 2000 in Sydney fanden 15 Wettbewerbe im Gewichtheben statt. Austragungsort war das Sydney Convention and Exhibition Centre am Darling Harbour. Auf dem Programm standen erstmals sieben Wettbewerbe für Frauen, während bei den Männern zwei Gewichtsklassen gestrichen wurden.

## Bilanz

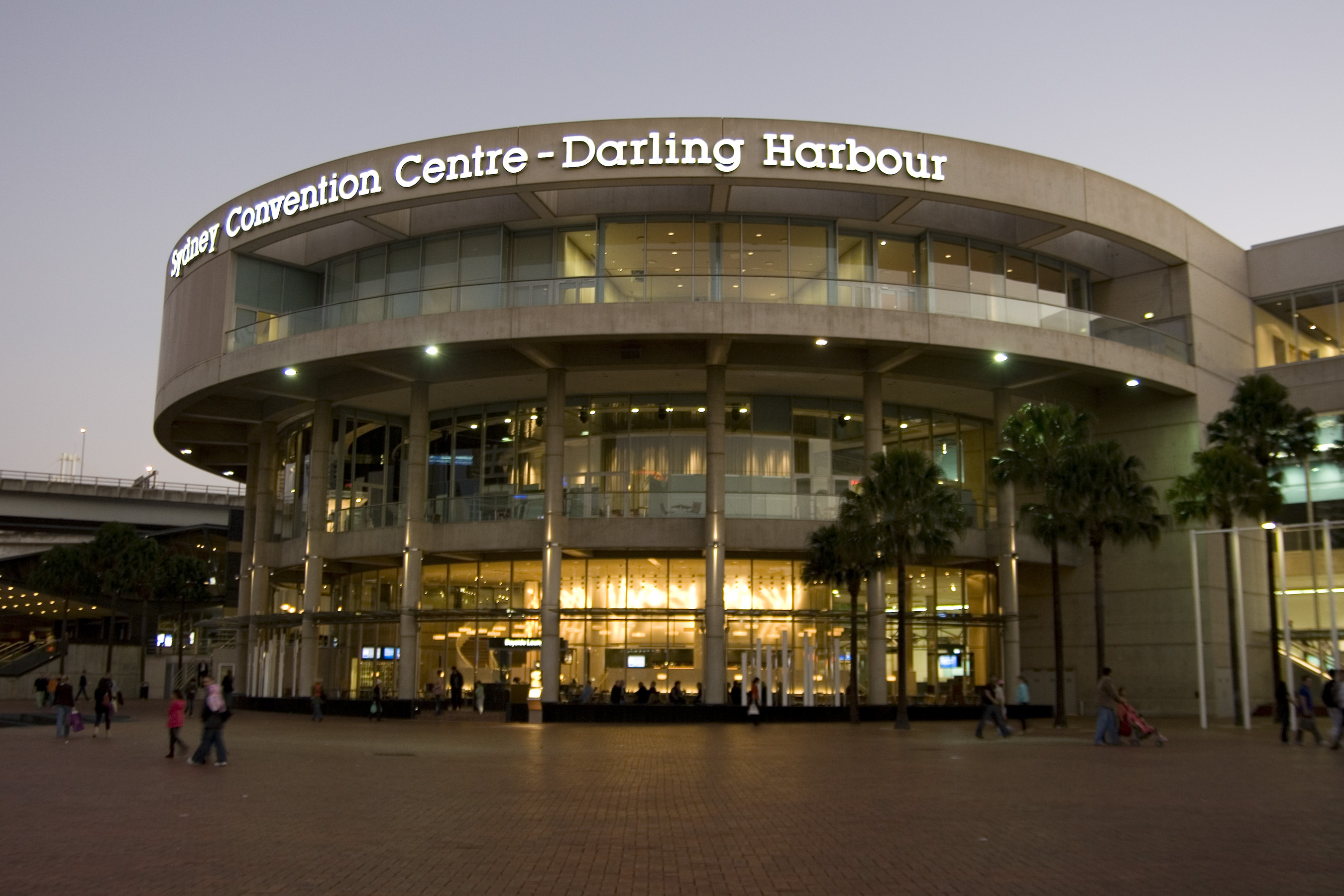
Sydney Convention and Exhibition Centre

### Medaillenspiegel
| Platz | Land               | Gold | Silber | Bronze | Gesamt |
| ----- | ------------------ | ---- | ------ | ------ | ------ |
| 1     | China              | 5    | 1      | 1      | 7      |
| 2     | Griechenland       | 2    | 2      | 1      | 5      |
| 3     | Iran               | 2    | –      | –      | 2      |
| 4     | Bulgarien          | 1    | 2      | –      | 3      |
| 5     | Vereinigte Staaten | 1    | –      | 1      | 2      |
| 6     | Kolumbien          | 1    | –      | –      | 1      |
| 6     | Kroatien           | 1    | –      | –      | 1      |
| 6     | Mexiko             | 1    | –      | –      | 1      |
| 6     | Türkei             | 1    | –      | –      | 1      |
| 10    | Deutschland        | –    | 2      | –      | 2      |
| 10    | Polen              | –    | 2      | –      | 2      |
| 12    | Indonesien         | –    | 1      | 2      | 3      |
| 12    | Russland           | –    | 1      | 2      | 3      |
| 14    | Chinesisch Taipeh  | –    | 1      | 1      | 2      |
| 15    | Nigeria            | –    | 1      | –      | 1      |
| 15    | Nordkorea          | –    | 1      | –      | 1      |
| 15    | Ungarn             | –    | 1      | –      | 1      |
| 18    | Belarus            | –    | –      | 2      | 2      |
| 19    | Armenien           | –    | –      | 1      | 1      |
| 19    | Georgien           | –    | –      | 1      | 1      |
| 19    | Indien             | –    | –      | 1      | 1      |
| 19    | Katar              | –    | –      | 1      | 1      |
| 19    | Thailand           | –    | –      | 1      | 1      |

### Medaillengewinner
| Konkurrenz         | Gold                 | Silber            | Bronze                 |
| ------------------ | -------------------- | ----------------- | ---------------------- |
| Klasse bis 56 kg   | Halil Mutlu          | Wu Wenxiong       | Zhang Xiangxiang       |
| Klasse bis 62 kg   | Nikolaj Pešalov      | Leonidas Sampanis | Henadsij Aljaschtschuk |
| Klasse bis 69 kg   | Galabin Boewski      | Georgi Markow     | Sjarhej Laurenau       |
| Klasse bis 77 kg   | Zhan Xugang          | Viktor Mitrou     | Arsen Melikjan         |
| Klasse bis 85 kg   | Pyrros Dimas         | Marc Huster       | Giorgi Assanidse       |
| Klasse bis 94 kg   | Akakios Kachiasvilis | Szymon Kołecki    | Alexei Petrow          |
| Klasse bis 105 kg  | Hossein Tavakoli     | Alan Zagaew       | Said Saif Asaad        |
| Klasse über 105 kg | Hossein Rezazadeh    | Ronny Weller      | Andrei Tschemerkin     |

| Konkurrenz        | Gold                 | Silber                     | Bronze               |
| ----------------- | -------------------- | -------------------------- | -------------------- |
| Klasse bis 48 kg  | Tara Nott            | Raema Lisa Rumbewas        | Sri Indriyani        |
| Klasse bis 53 kg  | Yang Xia             | Li Feng-ying               | Winarni Binti Slamet |
| Klasse bis 58 kg  | Soraya Jimenez       | Ri Song-hui                | Khassaraporn Suta    |
| Klasse bis 63 kg  | Chen Xiaomin         | Walentina Popowa           | Ionna Chatziioannou  |
| Klasse bis 69 kg  | Lin Weining          | Erzsébet Márkus-Peresztegi | Karnam Malleswari    |
| Klasse bis 75 kg  | María Isabel Urrutia | Ruth Ogbeifo               | Kuo Yi-hang          |
| Klasse über 75 kg | Ding Meiyuan         | Agata Wróbel               | Cheryl Haworth       |

## Ergebnisse Männer

### Klasse bis 56 kg (Bantamgewicht)
| Platz | Land | Sportler           | Reißen (kg)   | Stoßen (kg) | Gesamt (kg) |
| ----- | ---- | ------------------ | ------------- | ----------- | ----------- |
| 1     | TUR  | Halil Mutlu        | 137,5 kg (WR) | 167,5       | 305,0 (WR)  |
| 2     | CHN  | Wu Wenxiong        | 125,0         | 162,5       | 287,5       |
| 3     | CHN  | Zhang Xiangxiang   | 125,0         | 162,5       | 287,5       |
| 4     | TPE  | Wang Shin-yuan     | 125,0         | 160,0       | 285,0       |
| 5     | CUB  | Sergio Álvarez     | 120,0         | 155,0       | 275,0       |
| 6     | ROM  | Adrian Ioan Jigău  | 122,5         | 152,5       | 275,0       |
| 7     | BLR  | Wital Dserbjanjou  | 125,0         | 150,0       | 275,0       |
| 8     | TPE  | Yang Chin-yi       | 120,0         | 150,0       | 270,0       |
| 9     | UKR  | Oleksandr Likhvald | 120,0         | 150,0       | 270,0       |
| 10    | KOR  | Hwang Kyu-dong     | 115,0         | 152,5       | 267,5       |

Datum: 16. September 2000

22 Teilnehmer aus 19 Ländern
Der ursprünglich Zweitplatzierte Bulgare Iwan Iwanow erreichte 292,5 kg, wurde aber positiv auf Furosemid getestet.

### Klasse bis 62 kg (Federgewicht)
| Platz | Land | Sportler               | Reißen (kg) | Stoßen (kg) | Gesamt (kg) |
| ----- | ---- | ---------------------- | ----------- | ----------- | ----------- |
| 1     | CRO  | Nikolaj Pešalov        | 150,0 (OR)  | 175,0       | 325,0 (OR)  |
| 2     | GRE  | Leonidas Sampanis      | 147,5       | 170,0       | 317,5       |
| 3     | BLR  | Henadsij Aljaschtschuk | 140,0       | 177,5       | 317,5       |
| 4     | CHN  | Le Maosheng            | 140,0       | 175,0       | 315,0       |
| 5     | IRI  | Mehdi Panzvan          | 140,0       | 162,5       | 302,5       |
| 6     | JPN  | Hiroshi Ikehata        | 135,0       | 165,0       | 300,0       |
| 7     | MDA  | Vladimir Popov         | 135,0       | 160,0       | 295,0       |
| 8     | AZE  | Elkan Sülejmanow       | 130,0       | 162,5       | 292,5       |
| 9     | AUS  | Jurik Sarkisjan        | 125,0       | 165,0       | 290,0       |
| 10    | HUN  | Zoltán Farkas          | 132,5       | 155,0       | 287,5       |

Datum: 17. September 2000

21 Teilnehmer aus 21 Ländern
Der ursprüngliche Bronzemedaillengewinner Sewdalin Mintschew aus Bulgarien wurde positiv auf Diuretika getestet.

### Klasse bis 69 kg (Leichtgewicht)
| Platz | Land | Sportler          | Reißen (kg) | Stoßen (kg) | Gesamt (kg) |
| ----- | ---- | ----------------- | ----------- | ----------- | ----------- |
| 1     | BUL  | Galabin Boewski   | 161,0       | 196,5 (WR)  | 357,5 (WR)  |
| 2     | BUL  | Georgi Markow     | 165,0 (WR)  | 187,5       | 352,5       |
| 3     | BLR  | Sjarhej Laurenau  | 157,5       | 182,5       | 340,0       |
| 4     | CHN  | Zhang Guozheng    | 152,5       | 185,0       | 337,5       |
| 5     | ARM  | Rudik Petrosjan   | 147,5       | 187,5       | 335,0       |
| 6     | GRE  | Valerios Leonidis | 145,0       | 185,0       | 330,0       |
| 7     | KOR  | Lee Bae-yeong     | 142,5       | 187,5       | 330,0       |
| 8     | KOR  | Kim Hak-bong      | 147,5       | 182,5       | 330,0       |
| 9     | AZE  | Turan Mirzəyev    | 147,5       | 180,0       | 327,5       |
| 10    | TUN  | Youssef Sbai      | 142,5       | 177,5       | 320,0       |

Datum: 20. September 2000

17 Teilnehmer aus 15 Ländern

### Klasse bis 77 kg (Mittelgewicht)
| Platz | Land | Sportler         | Reißen (kg) | Stoßen (kg) | Gesamt (kg) |
| ----- | ---- | ---------------- | ----------- | ----------- | ----------- |
| 1     | CHN  | Zhan Xugang      | 160,0       | 207,5       | 367,5       |
| 2     | GRE  | Viktor Mitrou    | 165,0       | 202,5       | 367,5       |
| 3     | ARM  | Arsen Melikjan   | 167,5       | 197,5       | 365,0       |
| 4     | KAZ  | Sergei Filimonow | 167,5       | 195,0       | 362,5       |
| 5     | ALB  | Ilirjan Suli     | 162,5       | 192,5       | 355,0       |
| 6     | PRK  | Jon Chol-ho      | 162,5       | 190,0       | 352,5       |
| 7     | GER  | Ingo Steinhöfel  | 160,0       | 190,0       | 350,0       |
| 8     | UKR  | Dmytro Hnidenko  | 160,0       | 190,0       | 350,0       |
| 9     | CUB  | Idalberto Aranda | 150,0       | 200,0       | 350,0       |
| 10    | TUR  | Mehmet Yılmaz    | 160,0       | 187,5       | 347,5       |

Datum: 22. September 2000

17 Teilnehmer aus 15 Ländern

### Klasse bis 85 kg (Halbschwergewicht)
| Platz | Land | Sportler             | Reißen (kg) | Stoßen (kg) | Gesamt (kg) |
| ----- | ---- | -------------------- | ----------- | ----------- | ----------- |
| 1     | GRE  | Pyrros Dimas         | 175,0       | 215,0       | 390,0       |
| 2     | GER  | Marc Huster          | 177,5       | 212,5       | 390,0       |
| 3     | GEO  | Giorgi Assanidse     | 180,0       | 210,0       | 390,0       |
| 4     | POL  | Krzysztof Siemion    | 167,5       | 212,5       | 380,0       |
| 5     | ARM  | Gagik Chatschatrijan | 175,0       | 205,0       | 380,0       |
| 6     | AUS  | Sergo Chakhoyan      | 175,0       | 202,5       | 377,5       |
| 7     | GRE  | Christos Spyrou      | 170,0       | 205,0       | 375,0       |
| 8     | CUB  | Ernesto Quiroga      | 165,0       | 210,0       | 375,0       |
| 9     | POL  | Mariusz Rytkowski    | 170,0       | 200,0       | 370,0       |
| 10    | ROM  | Valeriu Calancea     | 160,0       | 205,0       | 365,0       |

Datum: 23. September 2000

20 Teilnehmer aus 17 Ländern

### Klasse bis 94 kg (Mittelschwergewicht)
| Platz | Land | Sportler             | Reißen (kg) | Stoßen (kg) | Gesamt (kg) |
| ----- | ---- | -------------------- | ----------- | ----------- | ----------- |
| 1     | GRE  | Akakios Kachiasvilis | 185,0       | 220,0       | 405,0       |
| 2     | POL  | Szymon Kołecki       | 182,5       | 222,5       | 405,0       |
| 3     | RUS  | Alexei Petrow        | 180,0       | 222,5       | 402,5       |
| 4     | IRI  | Kourosh Bagheri      | 187,5       | 215,0       | 402,5       |
| 5     | MDA  | Vadim Vacarciuc      | 177,5       | 220,0       | 397,5       |
| 6     | HUN  | Zoltán Kovács        | 180,0       | 217,5       | 397,5       |
| 7     | TUR  | Bünyamin Sudaş       | 177,5       | 215,0       | 392,5       |
| 8     | VEN  | Julio Luna           | 177,5       | 215,0       | 392,5       |
| 9     | CUB  | Michel Batista       | 175,0       | 210,0       | 385,0       |
| 10    | AUS  | Aleksan Karapetjan   | 175,0       | 207,5       | 382,5       |
|       |      |                      |             |             |             |
| 17    | GER  | Lars Betker          | 165,0       | 200,0       | 365,0       |

Datum: 24. September 2000

19 Teilnehmer aus 17 Ländern

### Klasse bis 105 kg (Schwergewicht)
| Platz | Land | Sportler             | Reißen (kg) | Stoßen (kg) | Gesamt (kg) |
| ----- | ---- | -------------------- | ----------- | ----------- | ----------- |
| 1     | IRN  | Hossein Tavakoli     | 190,0       | 235,0       | 425,0       |
| 2     | BUL  | Alan Zagaew          | 187,5       | 235,0       | 422,5       |
| 3     | QAT  | Said Saif Asaad      | 190,0       | 230,0       | 420,0       |
| 4     | UKR  | Ihor Rasorjonow      | 192,5       | 227,5       | 420,0       |
| 5     | RUS  | Jewgeni Tschigischew | 190,0       | 225,0       | 415,0       |
| 6     | MDA  | Alexandru Bratan     | 190,0       | 220,0       | 410,0       |
| 7     | ROM  | Florin Vlad          | 180,0       | 225,0       | 405,0       |
| 8     | POL  | Grzegorz Kleszcz     | 185,0       | 220,0       | 405,0       |
| 9     | POL  | Mariusz Jędra        | 175,0       | 215,0       | 390,0       |
| 10    | ECU  | Boris Burov          | 182,5       | 205,0       | 387,5       |

Datum: 25. September 2000

21 Teilnehmer aus 18 Ländern

### Klasse über 105 kg (Superschwergewicht)
| Platz | Land | Sportler              | Reißen (kg) | Stoßen (kg) | Gesamt (kg) |
| ----- | ---- | --------------------- | ----------- | ----------- | ----------- |
| 1     | IRN  | Hossein Rezazadeh     | 212,5 (WR)  | 260,0       | 472,5 (WR)  |
| 2     | GER  | Ronny Weller          | 210,0       | 257,5       | 467,5       |
| 3     | RUS  | Andrej Tschemerkin    | 202,0       | 260,0       | 462,5       |
| 4     | QAT  | Jaber Saeed Salem     | 205,0       | 255,0       | 460,0       |
| 5     | KOR  | Kim Tae-hyun          | 200,0       | 260,0       | 460,0       |
| 6     | LAT  | Viktors Ščerbatihs    | 202,5       | 250,0       | 452,5       |
| 7     | POL  | Paweł Najdek          | 185,0       | 240,0       | 425,0       |
| 8     | HUN  | Tibor Stark           | 195,0       | 230,0       | 425,0       |
| 9     | UKR  | Hennadij Krassylnykow | 190,0       | 230,0       | 420,0       |
| 10    | USA  | Shane Hamman          | 195,0       | 225,0       | 420,0       |

Datum: 26. September 2000

24 Teilnehmer aus 21 Ländern
Der ursprüngliche Bronzemedaillengewinner Aschot Danieljan aus Armenien wurde positiv auf Stanozolol getestet.

## Ergebnisse Frauen

### Klasse bis 48 kg (Fliegengewicht)
| Platz | Land | Sportlerin            | Reißen (kg) | Stoßen (kg) | Gesamt (kg) |
| ----- | ---- | --------------------- | ----------- | ----------- | ----------- |
| 1     | USA  | Tara Nott             | 82,5        | 102,5       | 185,0       |
| 2     | INA  | Raema Lisa Rumbewas   | 80,0        | 105,0       | 185,0       |
| 3     | INA  | Sri Indriyani         | 82,5        | 100,0       | 182,5       |
| 4     | MYA  | Kay Thi Win           | 80,0        | 100,0       | 180,0       |
| 5     | USA  | Robin Goad            | 77,5        | 100,0       | 177,5       |
| 6     | JPN  | Kaori Niyanagi        | 75,0        | 100,0       | 175,0       |
| 7     | ITA  | Eva Giganti           | 77,5        | 092,5       | 170,0       |
| 8     | FRA  | Sabrina Richard       | 70,0        | 087,5       | 157,5       |
| 9     | BRA  | Maria Elisabete Jorge | 60,0        | 075,0       | 135,0       |
| 10    | PNG  | Dika Toua             | 50,0        | 067,5       | 117,5       |

Datum: 17. September 2000

12 Teilnehmerinnen aus 9 Ländern
Nachdem die ursprüngliche Siegerin, die Bulgarin Isabela Dragnewa, des Dopings überführt worden war, musste sie ihre Goldmedaille zurückgeben.

### Klasse bis 53 kg (Federgewicht)
| Platz | Land | Sportlerin           | Reißen (kg) | Stoßen (kg) | Gesamt (kg) |
| ----- | ---- | -------------------- | ----------- | ----------- | ----------- |
| 1     | CHN  | Yang Xia             | 100,0 (WR)  | 125,0 (WR)  | 225,0 (WR)  |
| 2     | TPE  | Li Feng-ying         | 097,5       | 115,0       | 212,5       |
| 3     | INA  | Winarni Binti Slamet | 090,0       | 112,5       | 202,5       |
| 4     | NGR  | Franca Gbodo         | 085,0       | 110,0       | 195,0       |
| 5     | MYA  | Swe Swe Win          | 085,0       | 110,0       | 195,0       |
| 6     | IND  | Sanamacha Chanu      | 085,0       | 110,0       | 195,0       |
| 7     | JPN  | Mari Nakaga          | 077,5       | 105,0       | 182,5       |
| 8     | ROM  | Mărioara Munteanu    | 082,5       | 097,5       | 180,0       |
| 9     | VEN  | Karla Fernández      | 080,0       | 095,0       | 175,0       |
| 10    | AZE  | Tarana Abbasowa      | 075,0       | 090,0       | 165,0       |

Datum: 18. September 2000

10 Teilnehmerinnen aus 10 Ländern

### Klasse bis 58 kg (Leichtgewicht)
| Platz | Land | Sportlerin              | Reißen (kg) | Stoßen (kg) | Gesamt (kg) |
| ----- | ---- | ----------------------- | ----------- | ----------- | ----------- |
| 1     | MEX  | Soraya Jiménez Mendivil | 95,0        | 127,5       | 222,5       |
| 2     | PRK  | Ri Song-hui             | 97,5        | 122,5       | 220,0       |
| 3     | THA  | Khassaraporn Suta       | 92,5        | 117,5       | 210,0       |
| 4     | CAN  | Maryse Turcotte         | 90,0        | 115,0       | 205,0       |
| 5     | POL  | Aleksandra Klejnowska   | 90,0        | 112,5       | 202,5       |
| 6     | MYA  | Khin Moe Nwe            | 90,0        | 110,0       | 200,0       |
| 7     | UKR  | Natalija Skakun         | 85,0        | 112,5       | 197,5       |
| 8     | BLR  | Hanna Bazjuschka        | 90,0        | 107,5       | 197,5       |
| 9     | SVK  | Dagmar Daneková         | 82,5        | 105,0       | 187,5       |
| 10    | AUS  | Natasha Barker          | 77,5        | 102,5       | 180,0       |

Datum: 18. September 2000

17 Teilnehmerinnen aus 16 Ländern

### Klasse bis 63 kg (Mittelgewicht)
| Platz | Land | Sportlerin          | Reißen (kg) | Stoßen (kg) | Gesamt (kg) |
| ----- | ---- | ------------------- | ----------- | ----------- | ----------- |
| 1     | CHN  | Chen Xiaomin        | 112,5 (WR)  | 130,0       | 242,5 (WR)  |
| 2     | RUS  | Walentina Popowa    | 107,5       | 127,5       | 235,0       |
| 3     | GRE  | Ionna Chatziioannou | 097,5       | 125,0       | 222,5       |
| 4     | THA  | Saipin Detsaeng     | 102,5       | 120,0       | 222,5       |
| 5     | PRK  | Kim Yong-ok         | 090,0       | 115,0       | 205,0       |
| 6     | AUS  | Amanda Phillips     | 082,5       | 107,5       | 190,0       |
| 7     | ESP  | Josefa Pérez        | 085,0       | 105,5       | 187,5       |
| 8     | ARG  | Nora Köppel         | 080,0       | 102,5       | 182,5       |
| 9     | FIJ  | Kesaia Tawai        | 075,0       | 090,0       | 165,0       |

Datum: 19. September 2000

9 Teilnehmerinnen aus 9 Ländern

### Klasse bis 69 kg (Halbschwergewicht)
| Platz | Land | Sportlerin                 | Reißen (kg) | Stoßen (kg) | Gesamt (kg) |
| ----- | ---- | -------------------------- | ----------- | ----------- | ----------- |
| 1     | CHN  | Lin Weining                | 110,0       | 132,5       | 242,5       |
| 2     | HUN  | Erzsébet Márkus-Peresztegi | 112,5 (WR)  | 130,0       | 242,5       |
| 3     | IND  | Karnam Malleswari          | 110,0       | 130,0       | 240,0       |
| 4     | BUL  | Milena Trendafilowa        | 100,0       | 132,5       | 232,5       |
| 5     | BUL  | Daniela Kerkelowa          | 100,0       | 132,5       | 232,5       |
| 6     | RUS  | Irina Kassimowa            | 100,0       | 130,0       | 230,0       |
| 7     | THA  | Pawina Thongsuk            | 100,0       | 125,0       | 225,0       |
| 8     | POL  | Beata Prei                 | 100,0       | 125,0       | 225,0       |
| 9     | AUS  | Michelle Kettner           | 100,0       | 122,5       | 222,5       |
| 10    | THA  | Aphinya Pharksupho         | 102,5       | 120,0       | 222,5       |

Datum: 19. September 2000

15 Teilnehmerinnen aus 13 Ländern

### Klasse bis 75 kg (Schwergewicht)
| Platz | Land | Sportlerin           | Reißen (kg) | Stoßen (kg) | Gesamt (kg) |
| ----- | ---- | -------------------- | ----------- | ----------- | ----------- |
| 1     | COL  | María Isabel Urrutia | 110,0       | 135,0       | 245,0       |
| 2     | NGR  | Ruth Ogbeifo         | 105,0       | 140,0       | 245,0       |
| 3     | TPE  | Kuo Yi-hang          | 107,5       | 137,5       | 245,0       |
| 4     | KOR  | Kim Soon-hee         | 105,0       | 135,0       | 240,0       |
| 5     | HUN  | Gyöngyi Likerecz     | 105,0       | 122,5       | 227,5       |
| 6     | RUS  | Swetlana Chabirowa   | 102,5       | 125,0       | 227,5       |
| 7     | USA  | Cara Heads           | 102,5       | 120,0       | 222,5       |
| 8     | DOM  | Wanda Rijo           | 095,0       | 120,0       | 215,0       |
| 9     | ESP  | Mónica Carrió        | 095,0       | 110,0       | 205,0       |

Datum: 20. September 2000

11 Teilnehmerinnen aus 11 Ländern

### Klasse über 75 kg (Superschwergewicht)
| Platz | Land | Sportlerin        | Reißen (kg) | Stoßen (kg) | Gesamt (kg) |
| ----- | ---- | ----------------- | ----------- | ----------- | ----------- |
| 1     | CHN  | Ding Meiyuan      | 135,0 (WR)  | 165,0 (WR)  | 300,0 (WR)  |
| 2     | POL  | Agata Wróbel      | 132,5       | 162,5       | 295,0       |
| 3     | USA  | Cheryl Haworth    | 125,0       | 145,0       | 270,0       |
| 4     | COL  | Carmenza Delgado  | 115,0       | 145,0       | 260,0       |
| 5     | NGR  | Helen Idahosa     | 110,0       | 140,0       | 250,0       |
| 6     | GER  | Monique Riesterer | 112,5       | 132,5       | 245,0       |
| 7     | KOR  | Moon Kyung-ae     | 110,0       | 135,0       | 245,0       |
| 8     | NZL  | Olivia Baker      | 105,0       | 130,0       | 235,0       |
| 9     | HUN  | Melinda Szik      | 107,5       | 127,5       | 235,0       |
| 10    | NRU  | Sheeva Peo        | 097,5       | 122,5       | 220,0       |

Datum: 22. September 2000

11 Teilnehmerinnen aus 11 Ländern

## Doping
Die Bulgaren Iwan Iwanow (Bantamgewicht) und Sewdalin Mintschew, der Armenier Aschot Danieljan, der Norweger Stian Grimseth sowie die Bulgarin Isabela Dragnewa wurden wegen Dopings disqualifiziert.